# Municipio de Hidalgo (Tamaulipas)
El municipio de Hidalgo es uno de los cuarenta y tres municipios en que se encuentra dividido el estado de Tamaulipas, ubicado en el noreste de México. La cabecera municipal es Hidalgo y la localidad más poblada es Estación Santa Engracia. 

## Toponimia
En la región actual el año de 1639 se fundó un poblado en la margen oriental del río Purificación que se llamó "San Antonio de los Llanos" (este pueblo es frecuentemente confundido con "San Antonio de los Llanos, Texas, fundado en 1666 y no solo el lector común sino también por algunos historiadores dan como fecha de fundación la del pueblo tejano) que duró hasta 1671, año en que fue despoblado dado la imposibilidad de defenderlo de los ataques de los indios. En 1715 fue repoblado nuevamente por un corto periodo de tiempo antes de ser destruida por los indios Janambres, algunos de sus habitantes sobrevivieron y siguieron viviendo en el área, estos habitantes y algunos más traídos de Río Blanco, Linares y Delicias fueron los primeros habitantes de la nueva población formada ahora en la margen del río San Antonio el 14 de mayo de 1752 a la nueva población se le dio el nombre de Santo Domingo de hoyos, después como un homenaje al Padre de la Patria, Miguel Hidalgo y Costilla. Mediante decreto del Congreso del Estado, expedido el 9 de septiembre de 1828, se le otorgó el rango de municipio con el nombre de Villa Hidalgo.

## Fundación
Los primeros datos históricos sobre el municipio datan del año 1606, las primeras expediciones a las tierras de lo que hoy conocemos como el Municipio de hidalgo; aunque oficialmente su fundación se realizó el 19 de mayo de 1752 por Domingo de Zuazua, al constituirse como una Villa, cual fue designada con el nombre de Santo Domingo de Hoyos, la población que se instaló fue de apenas 180 habitantes, los cuales se trasladaron desde sus lugares de origen gracias a la ayuda de una autoridad civil y militar, que era el capitán Domingo de Unzaga.
En el año de 1757, los pobladores se construyó templo de cal y canto, y la comunidad también había ya construido algunas casas del mismo material. En ese año la población se incrementó a 576 habitantes, la cual incluía al capitán y a indígenas tlaxcalteca, quienes principalmente se dedicaban a las actividades comerciales de productos como cebos, pieles y lanas, las cuales eran enviadas al Estado de Veracruz.
El desarrollo de la población se debió en gran parte a la riqueza de sus pastizales, lo que favorecía la crianza de ganado menor.

## Hidrografía
El Municipio cuenta con varios ríos de caudal permanente, el San Antonio atraviesa el Municipio y nace en la Sierra Madre Oriental; se incorpora en la parte media del territorio a las corrientes de los Ríos Blanco y Purificación. Hacia el sur del territorio se localiza el río Corona, estos ríos vierten sus aguas en la Presa Vicente Guerrero.
También están los arroyos San Juan Y Bermejo, cerca del centro de la población existe un venero de gran caudal que da origen a otro arroyo llamado “La Fuente Azul”, al estanque que se forma en el nacimiento de este arroyo corresponden ambas fotografías erróneamente catalogadas como del Río San Antonio, a este estanque se le da el nombre de “Ojo de Mar” por lo caudaloso de su corriente a la salida a la superficie.

## Clima
El clima predominante es de tipo subhúmedo y semicálido; la precipitación media es de 812.4 milímetros; la temperatura mínima es de 2 °C y la máxima de 41 °C.
| Parámetros climáticos promedio de Hidalgo, Tamaulipas (418 msnm) normales 1981–2010 | Parámetros climáticos promedio de Hidalgo, Tamaulipas (418 msnm) normales 1981–2010 | Parámetros climáticos promedio de Hidalgo, Tamaulipas (418 msnm) normales 1981–2010 | Parámetros climáticos promedio de Hidalgo, Tamaulipas (418 msnm) normales 1981–2010 | Parámetros climáticos promedio de Hidalgo, Tamaulipas (418 msnm) normales 1981–2010 | Parámetros climáticos promedio de Hidalgo, Tamaulipas (418 msnm) normales 1981–2010 | Parámetros climáticos promedio de Hidalgo, Tamaulipas (418 msnm) normales 1981–2010 | Parámetros climáticos promedio de Hidalgo, Tamaulipas (418 msnm) normales 1981–2010 | Parámetros climáticos promedio de Hidalgo, Tamaulipas (418 msnm) normales 1981–2010 | Parámetros climáticos promedio de Hidalgo, Tamaulipas (418 msnm) normales 1981–2010 | Parámetros climáticos promedio de Hidalgo, Tamaulipas (418 msnm) normales 1981–2010 | Parámetros climáticos promedio de Hidalgo, Tamaulipas (418 msnm) normales 1981–2010 | Parámetros climáticos promedio de Hidalgo, Tamaulipas (418 msnm) normales 1981–2010 | Parámetros climáticos promedio de Hidalgo, Tamaulipas (418 msnm) normales 1981–2010 |
| Mes                                                                                 | Ene.                                                                                | Feb.                                                                                | Mar.                                                                                | Abr.                                                                                | May.                                                                                | Jun.                                                                                | Jul.                                                                                | Ago.                                                                                | Sep.                                                                                | Oct.                                                                                | Nov.                                                                                | Dic.                                                                                | Anual                                                                               |
| ----------------------------------------------------------------------------------- | ----------------------------------------------------------------------------------- | ----------------------------------------------------------------------------------- | ----------------------------------------------------------------------------------- | ----------------------------------------------------------------------------------- | ----------------------------------------------------------------------------------- | ----------------------------------------------------------------------------------- | ----------------------------------------------------------------------------------- | ----------------------------------------------------------------------------------- | ----------------------------------------------------------------------------------- | ----------------------------------------------------------------------------------- | ----------------------------------------------------------------------------------- | ----------------------------------------------------------------------------------- | ----------------------------------------------------------------------------------- |
| Temp. máx. abs. (°C)                                                                | 36                                                                                  | 38.5                                                                                | 41.8                                                                                | 43.5                                                                                | 47                                                                                  | 42.6                                                                                | 41                                                                                  | 40.5                                                                                | 40.5                                                                                | 39.5                                                                                | 38.9                                                                                | 37                                                                                  | 47                                                                                  |
| Temp. máx. media (°C)                                                               | 21.4                                                                                | 24.6                                                                                | 28                                                                                  | 30.8                                                                                | 32.6                                                                                | 33.8                                                                                | 34.1                                                                                | 34.6                                                                                | 31.7                                                                                | 28.5                                                                                | 24.7                                                                                | 22                                                                                  | 29                                                                                  |
| Temp. media (°C)                                                                    | 15.5                                                                                | 18                                                                                  | 21.1                                                                                | 24.1                                                                                | 26.5                                                                                | 27.8                                                                                | 27.8                                                                                | 28.1                                                                                | 26.3                                                                                | 23.2                                                                                | 19.3                                                                                | 16.4                                                                                | 22.9                                                                                |
| Temp. mín. media (°C)                                                               | 9.5                                                                                 | 11.4                                                                                | 14.2                                                                                | 17.3                                                                                | 20.5                                                                                | 21.8                                                                                | 21.4                                                                                | 21.5                                                                                | 20.9                                                                                | 17.9                                                                                | 13.8                                                                                | 10.9                                                                                | 16.8                                                                                |
| Temp. mín. abs. (°C)                                                                | -2                                                                                  | -8                                                                                  | 0.5                                                                                 | 2.6                                                                                 | 8                                                                                   | 12                                                                                  | 14.2                                                                                | 11                                                                                  | 12.5                                                                                | 4                                                                                   | 1.5                                                                                 | -7                                                                                  | -8                                                                                  |
| Precipitación total (mm)                                                            | 20.4                                                                                | 14.8                                                                                | 24.2                                                                                | 44                                                                                  | 92                                                                                  | 155.2                                                                               | 71.8                                                                                | 99.1                                                                                | 224.8                                                                               | 70.4                                                                                | 21.7                                                                                | 18.5                                                                                | 812.4                                                                               |
| Fuente: Servicio Meteorológico Nacional                                             |                                                                                     |                                                                                     |                                                                                     |                                                                                     |                                                                                     |                                                                                     |                                                                                     |                                                                                     |                                                                                     |                                                                                     |                                                                                     |                                                                                     |                                                                                     |

## Flora
En el área de la Sierra Madre, la vegetación presenta una asociación de bosque caducifolio y escleroaciculifolio. En las laderas de la sierra la vegetación es de matorral alto subinerme y el resto del Municipio, sobre el plano inclinado, aparecen asociaciones de matorral caducifolio espinoso.

## Fauna
Existen animales silvestres tales como el ganso canadiense, venado y paloma ala blanca.

## Uso del Suelo
Los suelos al suroeste los montañosos y forestales (hiosoles y xerosoles); en la mayor extensión del territorio se encuentran los suelos verticales que son aptos para la agricultura; al norte, en una pequeña porción, el suelo es casteñozem cálcico, poco apto para la agricultura. En lo que respecta a la tenencia del suelo, 118,928 hectáreas pertenecen al régimen ejidal, distribuidos en 61 ejidos y 26,309 hectáreas son de pequeña propiedad.

## Sitios de interés
Monumentos Históricos: Monumentos a Pedro José Méndez y a Miguel Hidalgo, en la plaza principal.
Monumentos Arquitectónicos: Parroquia de Santo Domingo de Guzmán, construcción que data de mediados del siglo XVIII; Estación del ferrocarril, ruinas de la hacienda de San Juan; Exhacienda de la Mesa, Establecida en 1752, a fines del siglo XIX la adquirió el General Manuel González, quien fuera Presidente de la República; Hacienda de Santa Engracia, fundada en 1667; iglesia de El Chorrito; torre de la iglesia de Santo Domingo de Hoyos, actualmente Hidalgo. En 1756 ya existía una capilla utilizada como sagrario de la parroquia. La torre es una esbelta estructura de dos cuerpos rematada con columnas salomónicas.
Monumentos Arqueológicos:
En la cueva pintada, entre San Pedro y Trejo hay pinturas rupestres.
Museos: En el municipio sólo se encuentra una Casa de Cultura de Hidalgo, coordinada entre el ayuntamiento y el ITCA.
Fiestas, Danzas y Tradiciones: Los días 17, 18 y 19 de marzo se lleva a cabo la celebración de San José, en los ejidos de la Mesa y el Chorrito. Se trata de una celebración que involucra a la Virgen de Guadalupe y al Señor San José. Data de finales del siglo XVIII, cuando esta región era ruta de las pastorías trashumantes novohispanas, generándose la veneración por Guadalupe en una gruta de la montaña. La fiesta consiste en llevar a San José, ubicado en la capilla de la exhacienda de la Mesa hasta la gruta, acompañándolo con una peregrinación de cuadros de danza, pastorela y visitantes, bailando constantemente estos grupos en el atrio de la iglesia-gruta. A esta celebración acuden peregrinos de todo Tamaulipas, Nuevo León, Norte de San Luis Potosí y de mexicanos radicados en los Estados Unidos. Pueden asegurarse de que se trata del primer santuario popular del noreste de México.
Se realizan eventos tradicionales como la feria de la naranja, que se celebra en el mes de agosto y donde incluyen peleas de gallos, emparejes de caballos, bailes populares y tradiciones mecánicas, además hay un centro turístico religioso denominado. El Chorrito celebrando sus fiestas el 18 y 19 de marzo. Existe un centro arqueológico denominado Hacienda La Mesa, que data del siglo XVIII y también el casco de la Hacienda Santa Engracia, que data del siglo XIX. En la cabecera municipal se encuentran tres plazas, una llamada Hidalgo (la principal), Pedro José Méndez y las Memorias; se cuenta además con parques infantiles construidos por el Instituto Tamaulipeco de Bellas Artes para la diversión y esparcimiento de los niños.

### Atractivos naturales
Las cavernas del Río Purificación son extensa red de cavernas que se extienden hasta Nuevo León, forman parte del Proyecto Espeleológico Purificación. El Chorrito es un sitio de peregrinación donde se encuentra una imagen de la virgen de Guadalupe dentro de una cueva, además de la pequeña cascada que le da el nombre. En el municipio hay varias presas, las mayores son la presa Guadalupe, la presa la Escondida y la presa Del Ángel (La Cajita). En los Ojos De Agua del Río Purificación en el área llamado hay altas paredes de piedra donde se puede practicar rápel.